# Denain
Denain (Nederlands: Dening of Doneng) is een gemeente in het Franse Noorderdepartement (Frans: département du Nord) (regio Hauts-de-France). De plaats maakt deel uit van het arrondissement Valenciennes. Denain telde op 1 januari 2022 20.622 inwoners.

## Sport
- Elk jaar vindt in Denain de wielerwedstrijd GP de Denain plaats.
- Denain is de startplaats van Paris-Roubaix Femmes.
- Sinds 1998 wordt hier eveneens jaarlijks een tennistoernooi van de ITF gehouden.

## Geografie
De oppervlakte van Denain De oppervlakte van Bruille-Saint-Amand bedroeg op 1 januari 2022 11,52 vierkante kilometer; de bevolkingsdichtheid was toen 1.790,1 inwoners per km².

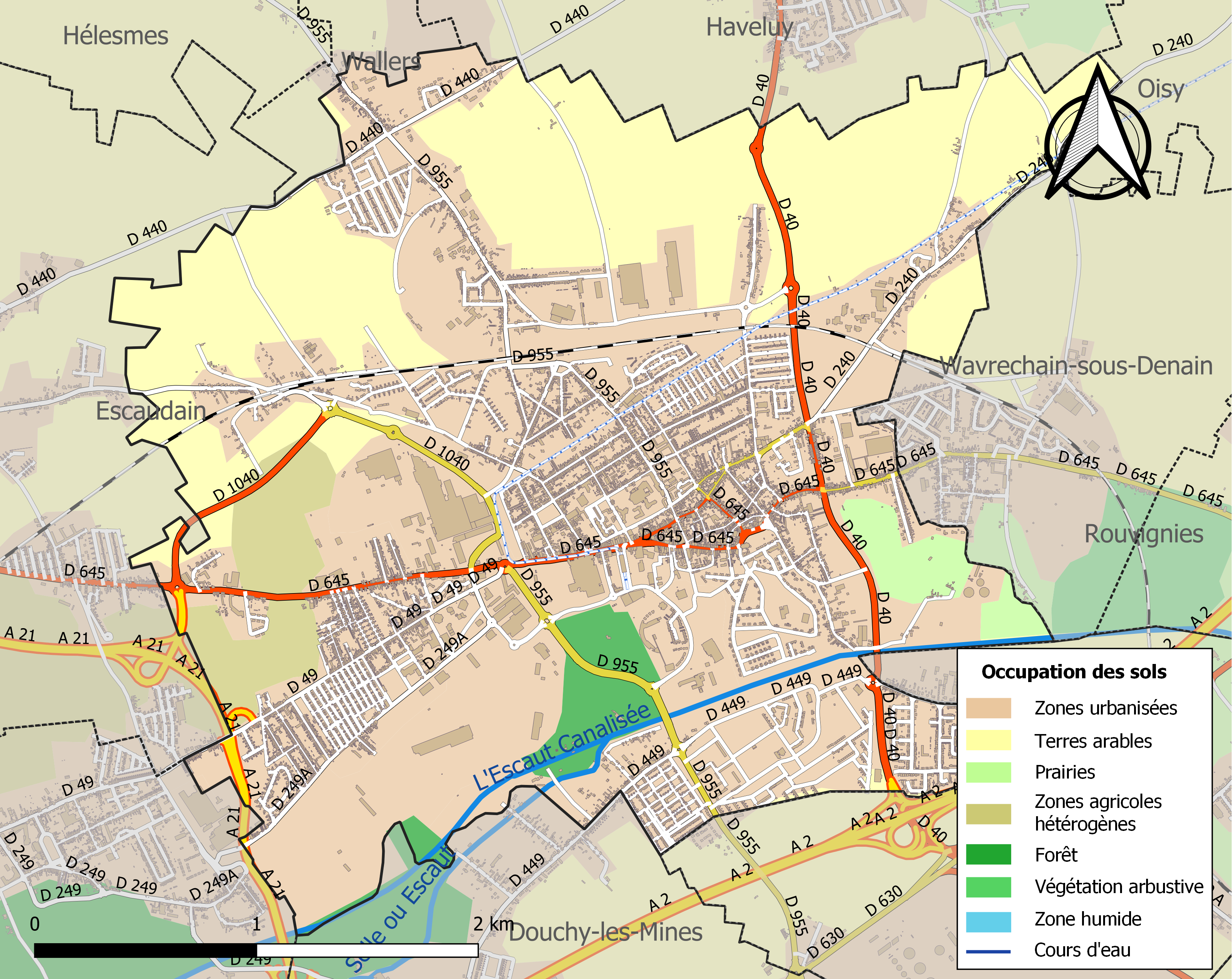
Kaart van de gemeente met belangrijkste infrastructuur, bodemgebruik en omliggende gemeenten

## Demografie
Onderstaande figuur toont het verloop van het inwonertal (bron: INSEE-tellingen).

## Geboren
- Patrick Roy (1957-2011), politicus
- Franck Dumoulin (1973), schutter
- Fabien Gilot (1984), zwemmer
- Teddy Chevalier (1987), voetballer